# Pražská brána (Vysoké Mýto)
Pražská brána je nejvýznamnější a nejzachovalejší část původního středověkého opevnění města Vysoké Mýto. Společně se zbytky hradeb představuje brána pozoruhodný příklad gotického opevnění a městského plánování z druhé poloviny 14 . století. Svým vzhledem typicky odráží styl městských fortifikací z období vlády Přemyslovců a tvoří výraznou dominantu západního vstupu do historického centra města.

## Historický vývoj
Brána je součástí rozsáhlého městského opevnění, jehož výstavbu nařídil král Přemysl Otakar II. přibližně před rokem 1278. Podle jeho příkazu měli měšťané ve lhůtě dvou let vybudovat obranné zdi okolo města a opevnit je podle přesně stanoveného plánu. Inspirací byly hradby v Kolíně, které se staly vzorem pro pravidelné schéma kolonizačního města centrálního typu.
Zděné hradby byly budovány z vrstvené opuky, tradičního místního materiálu. Opevnění obepínalo historické jádro města až do roku 1844, kdy začalo být postupně rozebíráno. Systém se skládal z hlavní hradební zdi vysoké téměř 12 metrů a silné v průměru 2,3 metru. Zeď byla zakončena cimbuřím a pravidelně zesilována přibližně 25 čtyřhrannými a podkovovitými baštami. Mezi nimi byly rozmístěny i obranné věže, které sloužily k pozorování a obraně. Před hlavní zdí se táhla nižší parkánová zeď, před níž probíhal hluboký příkop, na vnitřní straně pečlivě obezděný, s navršeným valem. Celý obranný systém na severní straně města přirozeně doplňoval mlýnský potok, boční rameno řeky Loučné, které poskytovalo další ochranu.
Do dnešních dnů se z opevnění dochovala část hradeb na severní straně města, včetně zachovalé severozápadní nárožní věže a tzv. Klášterské bašty. Dále se zachovaly tři městské brány – v západní, východní a jižní části opevnění. Tyto brány byly typické pro přemyslovskou stavební tradici: každá sestávala ze dvou věží – jedné menší a jedné mohutnější – které byly v patře spojeny hradebním ochozem. Jejich konstrukce zajišťovala efektivní obranu v případě útoku. Kromě těchto prvků zůstala dochována i nynější budova městské vodárny a zmíněná Klášterská bašta, které dnes představují cenné historické památky.

## Pražská (Vraclavská) Brána
je součástí městských hradeb, které sloužily k ochraně města. Nachází se na západní straně a je orientována směrem k Praze, odkud také získala své jméno. Tvoří ji typické dvouvěžové uskupení – vysoká jižní hranolová věž a menší severní štíhlá schodišťová vížka. Mezi nimi je hrotitý průjezd s kamenným ochozem.
Hlavní věž stojí na čtvercovém půdorysu o straně 8,5 metru a tloušťka zdiva ve spodní části dosahuje 3 metrů. Výška věže až k hlavní římse je 30,8 metru, celkově měří asi 40 metrů. Věž je pohledově členěna na tři omítané části, oddělené kamennými římsami, a zakončena je cihelným ochozem s nárožními věžičkami. Střecha je osmiboká jehlancová, pokrytá břidlicí, s makovicemi a korouhví. Na východní straně střechy je umístěna kovová konstrukce s cimbálem. Na každé straně věže je pod ochozem velký ciferník věžních hodin.
Menší věž je štíhlý hranol, zakončený cimbuřím a vysokou špičatou střechou. Původní šnekové schodiště bylo zrušeno a nahrazeno novodobým vstupem od východu.
Brána byla během historie několikrát poškozena požáry – například v letech 1461, 1564, 1700, 1774, 1816 a 1839. Po těchto událostech následovaly opravy a úpravy, například nová střecha z roku 1802, oprava zdiva v roce 1822 a zrušení hlásnice. Vnější a prostřední brána městského opevnění byly zbořeny v letech 1809 a 1816.
V letech 1882–1883 provedl architekt František Schmoranz starší na Pražské bráně regotizaci, tedy neogotickou úpravu, která zahrnovala jak obnovu původních gotických prvků, tak doplnění nových dekorativních detailů a úpravu střešních partií věží. Jednalo se tedy o zásah přesahující běžné restaurování, avšak nikoli čistou rekonstrukci původního stavu, nýbrž snahu o historizující oživení gotického stylu. Oba cimbály hodin byly zhotoveny ze slitiny pocházející ze zvonů hřbitovní brány, které byly po požáru v roce 1827 poničeny.
Po stranách brány je lomený zaklenutí o rozměrech 5,7 metru na výšku a 4,5 metru na šířku. Mezi věžemi byl hrotitý průjezd s padací mříží, jehož čela jsou vyzděna z kamenných kvádrů. Na věži se nachází pamětní deska s nápisem připomínajícím opravy v roce 1883 a uvedením historie cimbálů hodin a požárů.
Na vnější západní straně brány bývalo figurální sgrafito s vyobrazením svatého Václava na bílém koni, orlice a městské krajiny, doplněné o nápisy a štíty s motivy draka a svatého Jiří. Toto původní sgrafito zaniklo a bylo nahrazeno zjednodušenou verzí. Na opačné straně, směrem k náměstí, je novodobé barevné sgrafito se znakem města – svatým Jiřím bojujícím s drakem, obklopeným akantovými ornamenty a nápisem „Ku památné minulosti veliké a těžké“.
V městském muzeu je uložen barokní oválný reliéf Panny Marie z 18. století, který původně visel nad branou, a dva kameny s nápisy z 14. století – jeden psaný gotickou minuskulí, druhý obsahuje hebrejský text v gotické arkádě.

## Zajímavosti
- Přečnělková klenba: V menší schodišťové věži se dochoval vzácný typ klenby, kde každá cihla mírně přečnívá nad tu pod ní, čímž vzniká postupně se uzavírající strop. Tento stavební prvek je v české architektuře ojedinělý a svědčí o vysoké úrovni gotického zednictví.